# Fairforest (Carolina del Sur)
Fairforest es un lugar designado por el censo ubicado en el condado de Spartanburg, en el estado estadounidense de Carolina del Sur. La localidad en el año 2010 tiene una población de 1.693 habitantes. 

## Geografía
Fairforest se encuentra ubicado en las coordenadas 34°57′15.8″N 82°1′4.07″O / 34.954389, -82.0177972. 